# St. Maria (Knaus)

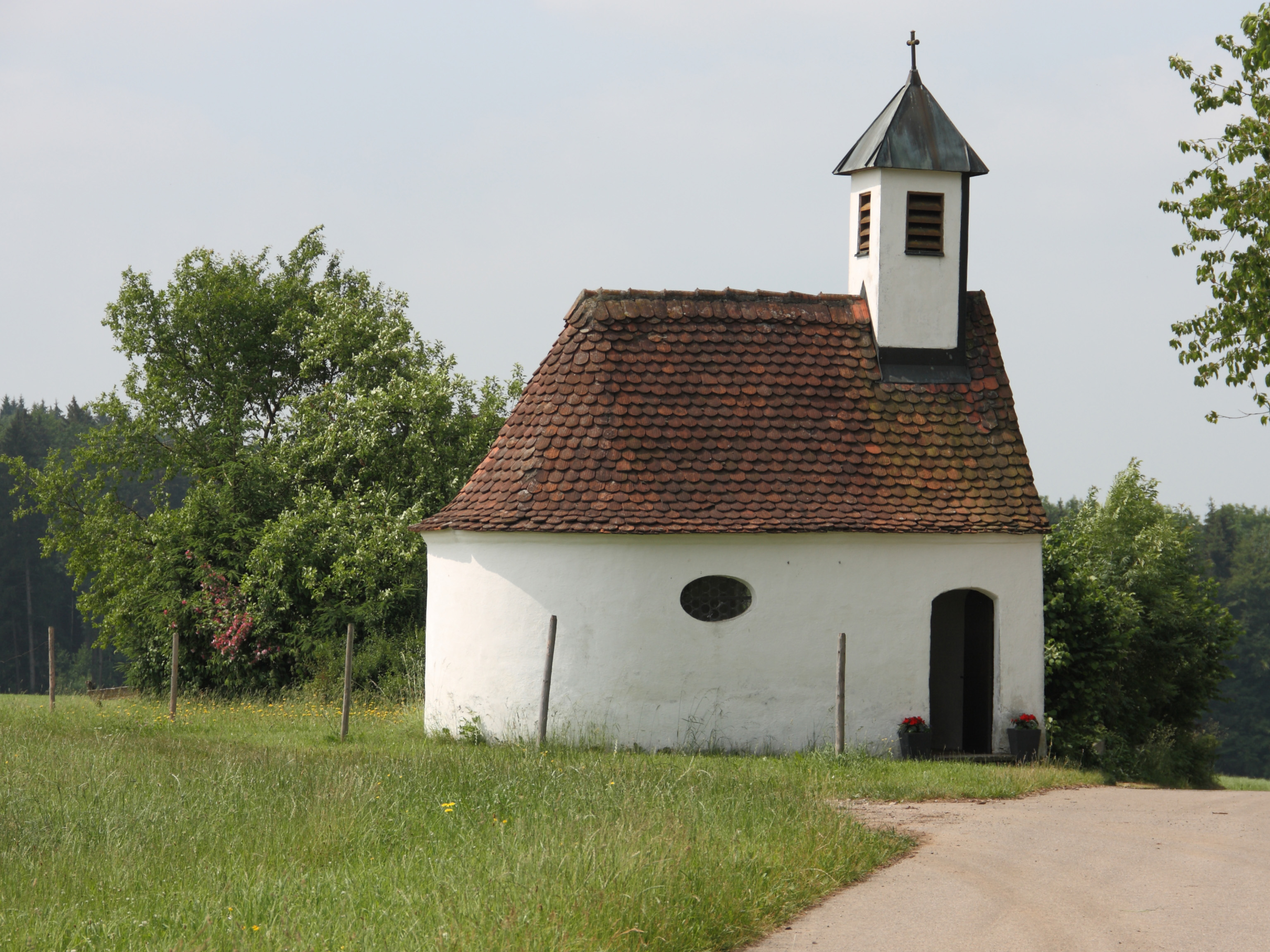
Kapelle St. Maria, Ansicht von Norden

Die römisch-katholische Kapelle St. Maria befindet sich im oberschwäbischen Weiler Knaus der Gemeinde Erkheim im Landkreis Unterallgäu in Bayern. Die Kapelle steht unter Denkmalschutz.

## Baubeschreibung
Die geostete Kapelle wurde 1670 gestiftet. Sie hat einen Grundriss von rund sieben mal vier Metern und steht auf einer Meereshöhe von 680 Metern. Sie besteht aus einem flachgedeckten Raum, der halbrund geschlossen ist. In der Kapelle sind drei querovale Fenster angebracht, zwei auf der Südseite und eines auf der Nordseite. An der Nordseite der Kapelle befindet sich der stichbogige Eingang. Die Kapelle ist mit einem Zeltdach gedeckt und besitzt einen vierseitigen Dachreiter.

## Ausstattung
Das auf Holz gemalte Altarbild wurde um 1670 geschaffen. Es zeigt die Madonna mit den Heiligen Franziskus und Antonius. Der Altar ist von Freisäulen flankiert. Das Gestühl aus Nadelholz wurde im 18. Jahrhundert geschaffen. Das in der Kapelle angebrachte Votivbild und das Kruzifix stammen ebenfalls aus dem 18. Jahrhundert.